# Birnenfruchtstecher
Der Birnenfruchtstecher (Rhynchites giganteus, Syn.: Rhynchites versicolor)  ist ein Käfer aus der Familie der Blattroller, Unterfamilie Triebstecher oder Rhynchitinae, die zu den Rüsselkäfern im weiteren Sinne gehört. Die Gattung Rhynchites ist in Mitteleuropa mit acht Arten vertreten. Rhynchites giganteus gehört zur Untergattung Epirhynchites, die in Europa mit fünf Arten vertreten ist. Von diesen sind außer dem Birnenfruchtstecher aus Mitteleuropa noch die beiden sehr ähnlichen Arten Rhynchites auratus und Rhynchites lenaeus gemeldet.
Der Name der Gattung Rhynchites ist von altgr. ῥύγχος, rhýnchos, „Rüssel“ abgeleitet und nimmt auf den langen Rüssel Bezug. Der Artname giganteus (lat.) bedeutet „riesenhaft“. Der Name ist nicht sehr aussagekräftig, da es ähnliche Arten gibt, die die gleiche Größe erreichen können. Im Mittel ist er jedoch relativ groß.
Der Käfer kann in begrenztem Maße an Birnen schädlich werden. Das Weibchen zeigt eine einfache Form der Brutfürsorge.
|                                                 |                            |
| Abb. 1: Flügeldecke (Körperende rechts)         |                            |
|                                                 |                            |
| Abb. 3: Seitenansicht                           |                            |
|                                                 |                            |
| Abb. 2: Rüssel, oben Männ- chen, unten Weibchen | Abb. 4: Vorderklaue rechts |

## Merkmale des Käfers
Der Käfer ist metallisch kupfrig mit lila oder grüner Schattierung; Rüsselspitze, Fühler und Tarsen sind geschwärzt. Die Käfer erreichen (ohne Rüssel) Längen von knapp sieben bis zu neun Millimeter.
Der Kopf ist nach vorn rüsselartig verlängert, der Rüssel leicht nach unten gebogen. Zwischen der Einlenkung der Fühler und der Rüsselbasis verläuft ein feiner Mittelkiel. Die Mundwerkzeuge liegen an der Spitze des Rüssels. Die Oberkiefer tragen beim Weibchen bleibende Außenzähne, die der Rüsselspitze bei geschlossenen Oberkiefern von oben gesehen ein sternförmiges Aussehen verleihen (Abb. 2 unten).
Die elfgliedrigen Fühler sind nicht wie bei den Rüsselkäfern im engeren Sinn gekniet, aber enden wie bei diesen gekeult. Sie sind beim Weibchen etwa in der Mitte des Rüssels eingelenkt, beim Männchen weiter vorn. Das erste und zweite Fühlerglied sind gleich lang (Abb. 2).
Der Halsschild ist nahtlos mit der Vorderbrust verwachsen. Diese ist von oben betrachtet etwas länger als breit. Auch die Männchen haben wie die Weibchen seitlich keinen abstehenden Dorn über den Vorderhüften.
Die Flügeldecken sind stark runzelig. Sie sind lang behaart, die Haare sind einheitlich lang und einheitlich stark nach hinten geneigt. Dadurch unterscheidet sich die Art von Rhynchites auratus, bei dem die Haare weniger einheitlich lang sind und steiler abstehen.
Die in Reihen stehenden Punkte sind deutlich größer als die Punkte, die ungeordnet in den ungleich breiten Intervallen zwischen den Reihen stehen. Außerdem sind sie nicht rund, sondern länglich und können in Nähe des Schildchens zusammenlaufen (Abb. 1). Neben dem Schildchen verläuft keine kurze Punktreihe, die wenig hinter dem Schildchen endet (ohne Skutellarpunktreihe).
Die Schienen tragen beim Männchen einen kleinen Enddorn, bei den Weibchen zwei. Die Tarsen sind alle viergliedrig, das dritte Glied ist zur Aufnahme des Klauenglieds tief gespalten und zweilappig. Die Klauen sind an der Basis nicht verwachsen und innen gezähnt (Abb. 4).

## Biologie
Man findet den Käfer in Mitteleuropa von April bis September an verschiedenen Bäumen aus der Familie der Rosengewächse, insbesondere Obstbäume und Weißdornarten. Die Art kann an Birnenkulturen schädlich werden. Die Eier werden in die Früchte abgelegt, letztere durch Anschneiden der Stiele zum Abfallen gebracht.
Für die Länder der ehemaligen Sowjetunion wird zur Biologie als Birnenschädling angegeben: Die Art überwintert im Larvenstadium oder als Adult in der Erde. Die Imagines erscheinen, bevor die Birnen zu blühen beginnen. Sie ernähren sich von Knospen, später von Blüten, Blättern, jungen Trieben und Früchten. Die Ablage der weißen und ovalen Eier erfolgt im Juni–Juli. Die Weibchen nagen dazu einen Gang in die Frucht, verbreitern das Ende zu einer Eikammer und legen dort ein einzelnes Ei ab. Danach verschließen sie den Gang mit zerkautem Fruchtfleisch. Anschließend wird auf der Fruchtoberfläche um die Eikammer eine Nut genagt. Pro Frucht können mehrere Eier abgelegt werden. Abschließend wird der Fruchtstiel angenagt. Es können bis zu 160 Eier abgelegt werden. Die befallenen Früchte fallen zu Boden.
Die Larven schlüpfen nach acht bis zwölf Tagen. Die Larven brauchen zur Entwicklung dreißig bis sechzig Tage. Sie ernähren sich von Samen und Samenkammer. Das letzte Larvenstadium verlässt zur Verpuppung die Frucht. Die Puppenkammer wird in etwa 15 cm Tiefe im Boden angelegt. Während des Winters und des nächsten Sommers ist die Entwicklung unterbrochen (Diapause). Verpuppung und Schlüpfen der Imagines erfolgt im folgenden Herbst, die Käfer verbleiben jedoch bis zum nächsten Frühjahr in der Puppenkammer.
Befallen werden hauptsächlich allein stehende Birnbäume und solche am Rand von Birnbaumkulturen.

## Verbreitung
Das Verbreitungsgebiet der Art umfasst Süd- und Zentraleuropa, die Türkei und den nördlichen Iran, innerhalb der ehemaligen Sowjetunion ist der Käfer weit verbreitet.